# Anidrytus comptus
Anidrytus comptus es una especie de coleóptero de la familia Endomychidae.

## Distribución geográfica
Habita en Nicaragua.